# Siti palafitticoli preistorici attorno alle Alpi

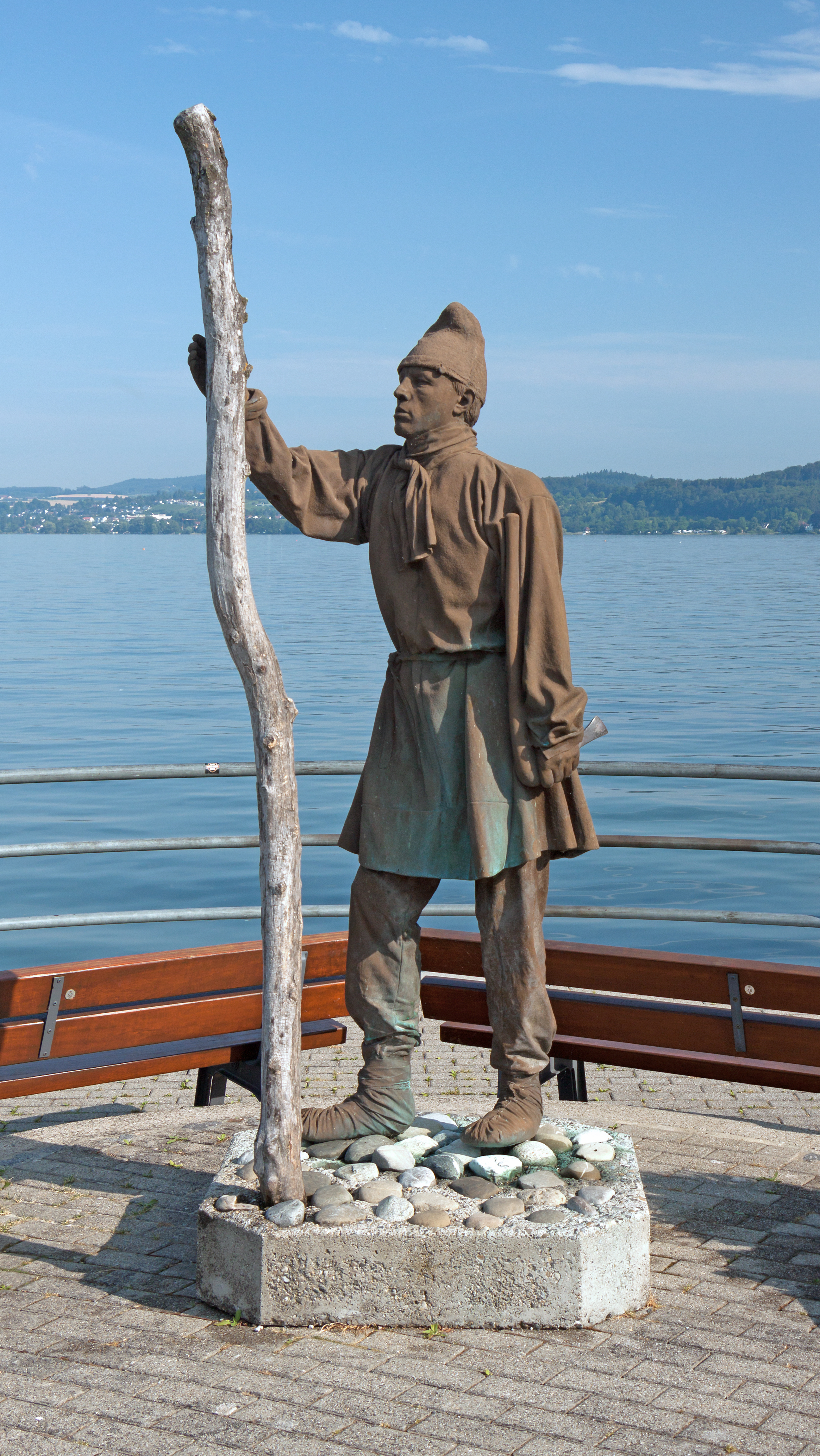
Statua di un abitante delle palafitte, Unteruhldingen

I Siti palafitticoli preistorici dell'arco alpino sono una serie di 111 siti archeologici palafitticoli localizzati sulle Alpi o nelle immediate vicinanze. La metà di questi si trova in Svizzera, gli altri sono situati in Austria, Francia, Germania, Italia e Slovenia. Dal 2011 gli insediamenti sono inseriti nell'elenco dei Patrimoni dell'umanità dell'UNESCO.
Gli scavi sono stati condotti solo in alcuni dei siti ed hanno permesso di comprendere la vita dell'epoca preistorica durante l'età neolitica e del bronzo nell'Europa alpina e come le comunità interagivano con l'ambiente. Durante la nomina è stato dichiarato che gli insediamenti sono un gruppo unico eccezionalmente ben conservato di siti archeologici culturalmente ricchi, che costituiscono una delle fonti più importanti per lo studio delle prime società agrarie della regione.

## Elenco dei siti[1]
| Nazione  | Serial ID Number | Nome                                         | Località                   | Coordinate                    | Area (ha) | Zona di cuscinetto (ha) |
| -------- | ---------------- | -------------------------------------------- | -------------------------- | ----------------------------- | --------- | ----------------------- |
| Svizzera | 1363-001         | Ägelmoos                                     | Beinwil am See             | 47°16′42.989″N 8°12′27.439″E  | 0.96      | 10.5                    |
| Svizzera | 1363-002         | Riesi                                        | Seengen                    | 47°19′06.532″N 8°12′14.288″E  | 3.8       | 16.5                    |
| Svizzera | 1363-003         | Vingelz / Hafen                              | Biel/Bienne                | 47°07′55.585″N 7°13′24.298″E  | 0.6       | 18.4                    |
| Svizzera | 1363-004         | Dorfstation                                  | Lüscherz                   | 47°02′55.464″N 7°09′00.22″E   | 3.4       | 75.1                    |
| Svizzera | 1363-005         | Lobsigensee                                  | Seedorf                    | 47°01′58.487″N 7°17′59.989″E  | 1.1       | 27.6                    |
| Svizzera | 1363-006         | Rütte                                        | Sutz-Lattrigen             | 47°06′18.364″N 7°12′46.775″E  | 2.8       | 49.6                    |
| Svizzera | 1363-007         | Bahnhof                                      | Twann                      | 47°05′43.915″N 7°09′27.738″E  | 2.5       | 18.5                    |
| Svizzera | 1363-008         | Strandboden                                  | Vinelz                     | 47°02′21.059″N 7°06′33.556″E  | 2.3       | 28.7                    |
| Svizzera | 1363-009         | Les Grèves                                   | Gletterens                 | 46°54′19.098″N 6°55′46.369″E  | 2.62      | 2.4                     |
| Svizzera | 1363-010         | Spitz                                        | Greng                      | 46°55′21.014″N 7°05′25.933″E  | 7.69      | 7.3                     |
| Svizzera | 1363-011         | Môtier I                                     | Haut-Vully                 | 46°57′00.889″N 7°05′19.874″E  | 1.42      | 1.3                     |
| Svizzera | 1363-012         | Segelboothafen                               | Murten                     | 46°55′47.323″N 7°06′48.28″E   | 2.83      | 4.7                     |
| Svizzera | 1363-013         | En Praz des Gueux                            | Muntelier                  | 46°56′26.999″N 7°07′52.824″E  | 0.08      | 2.02                    |
| Svizzera | 1363-014         | Bellerive I                                  | Muntelier                  | 46°56′28.28″N 7°07′41.902″E   | 2.4       | 8.87                    |
| Svizzera | 1363-015         | Port                                         | Noréaz                     | 46°47′43.274″N 7°02′14.863″E  | 1.94      | 10.9                    |
| Svizzera | 1363-016         | Bourg                                        | Chevroux                   | 46°53′06.158″N 6°53′14.946″E  | 3.03      | 15.93                   |
| Svizzera | 1363-017         | Egolzwil 3                                   | Collonge-Bellerive         | 46°15′16.74″N 6°11′28.892″E   | 0.65      | 56.82                   |
| Svizzera | 1363-018         | Seematte                                     | Versoix                    | 46°16′57.022″N 6°10′17.918″E  | 2.81      | 24.55                   |
| Svizzera | 1363-019         | Halbinsel                                    | Hitzkirch                  | 47°13′03.241″N 8°15′18.742″E  | 3.55      | 67.78                   |
| Svizzera | 1363-020         | Port-Conty                                   | Schenkon                   | 47°10′22.688″N 8°07′43.691″E  | 1.04      | 7.03                    |
| Svizzera | 1363-021         | Les Argilliez                                | Sempach                    | 47°08′08.531″N 8°11′22.646″E  | 1.32      | 1.2                     |
| Svizzera | 1363-022         | L'Abbaye 2                                   | Sursee                     | 47°10′08.951″N 8°07′38.784″E  | 1.04      | 5.01                    |
| Svizzera | 1363-023         | La Saunerie                                  | Saint-Aubin                | 46°53′30.163″N 6°46′18.073″E  | 1.51      | 1.63                    |
| Svizzera | 1363-024         | Les Graviers                                 | Gorgier                    | 46°54′16.564″N 6°47′26.912″E  | 0.57      | 2.13                    |
| Svizzera | 1363-025         | Kehrsiten                                    | Bevaix                     | 46°55′39.299″N 6°49′53.897″E  | 1.26      | 5.14                    |
| Svizzera | 1363-026         | Weier I - III                                | Cortaillod                 | 46°56′26.617″N 6°51′00.007″E  | 0.48      | 3.44                    |
| Svizzera | 1363-027         | Hurden Rosshorn                              | Auvernier                  | 46°58′17.764″N 6°52′21.122″E  | 4.32      | 20.1                    |
| Svizzera | 1363-028         | Hurden Seefeld                               | Auvernier                  | 46°58′27.224″N 6°52′33.337″E  | 2.4       | 16.12                   |
| Svizzera | 1363-029         | Burgäschisee Ost                             | Marin-Epagnier             | 47°00′28.264″N 7°01′02.885″E  | 0.3       | 90.69                   |
| Svizzera | 1363-030         | Inkwilersee Insel                            | Chaveignes                 | 47°00′12.686″N 0°22′02.194″E  | 0.1       | 45.71                   |
| Svizzera | 1363-031         | Feldbach                                     | Rapperswil-Jona            | 47°14′24.389″N 8°47′49.578″E  | 7.5       | 15.5                    |
| Svizzera | 1363-032         | Technikum                                    | Rapperswil-Jona            | 47°14′24.306″N 8°47′57.901″E  | 0.92      | 49.1                    |
| Svizzera | 1363-033         | Bleiche 2-3                                  | Rapperswil-Jona            | 47°13′18.944″N 8°49′00.152″E  | 2.37      | 5.84                    |
| Svizzera | 1363-034         | Insel Werd                                   | Seeberg                    | 47°10′12.112″N 7°40′23.93″E   | 2.8       | 44.08                   |
| Svizzera | 1363-035         | Egelsee                                      | Bolken                     | 47°12′00.004″N 7°39′49.252″E  | 2.97      | 5.94                    |
| Svizzera | 1363-036         | Nussbaumersee                                | Rapperswil-Jona            | 47°13′15.132″N 8°48′28.213″E  | 3.66      | 16.86                   |
| Svizzera | 1363-037         | Pointe de Montbec I                          | Arbon                      | 47°30′18.436″N 9°25′43.622″E  | 1.78      | 8.04                    |
| Svizzera | 1363-038         | La Bessime                                   | Arbon                      | 47°30′26.46″N 9°25′46.315″E   | 1.07      | 22.1                    |
| Svizzera | 1363-039         | Village                                      | Ermatingen                 | 47°40′23.398″N 9°04′40.17″E   | 1.54      | 38.4                    |
| Svizzera | 1363-040         | Stations de Concise                          | Ermatingen                 | 47°40′23.398″N 9°04′40.17″E   | 6.5       | 11.5                    |
| Svizzera | 1363-041         | Corcelettes Les Violes                       | Oberstammheim              | 47°36′58.054″N 8°48′58.705″E  | 2.59      | 17.4                    |
| Svizzera | 1363-042         | Les Roseaux                                  | Oberstammheim              | 47°37′02.91″N 8°48′56.437″E   | 0.86      | 8.1                     |
| Svizzera | 1363-043         | Stations de Morges                           | Mammern                    | 47°39′12.974″N 8°56′03.941″E  | 2.12      | 7.91                    |
| Svizzera | 1363-044         | Chenevières de Guévaux I                     | Onnens                     | 46°49′48.76″N 6°41′17.848″E   | 1.04      | 9.73                    |
| Svizzera | 1363-045         | Baie de Clendy                               | Chevroux                   | 46°53′19.234″N 6°53′38.911″E  | 1.87      | 38.7                    |
| Svizzera | 1363-046         | Le Marais                                    | Chevroux                   | 46°53′38.152″N 6°54′08.698″E  | 1.95      | 16.8                    |
| Svizzera | 1363-047         | Oterswil / Insel Eielen                      | Concise                    | 46°50′47.382″N 6°43′01.812″E  | 0.45      | 10.82                   |
| Svizzera | 1363-048         | Riedmatt                                     | Concise                    | 46°50′56.436″N 6°42′59.35″E   | 0.28      | 2.61                    |
| Svizzera | 1363-049         | Sumpf                                        | Cudrefin                   | 46°56′56.875″N 6°59′55.946″E  | 1.55      | 7.5                     |
| Svizzera | 1363-050         | Winkel                                       | Cudrefin                   | 46°57′58.82″N 7°01′51.949″E   | 3.01      | 6.6                     |
| Svizzera | 1363-051         | Storen-Wildsberg                             | Faoug                      | 46°54′38.927″N 7°04′33.535″E  | 9.59      | 11.7                    |
| Svizzera | 1363-052         | Rorenhaab                                    | Grandson                   | 46°49′09.739″N 6°40′08.584″E  | 0.7       | 4.8                     |
| Svizzera | 1363-053         | Vorder Au                                    | Morges                     | 46°30′58.889″N 6°30′33.466″E  | 1.49      | 22.5                    |
| Svizzera | 1363-054         | Robenhausen                                  | Morges                     | 46°30′41.09″N 6°30′13.63″E    | 0.92      | 155                     |
| Svizzera | 1363-055         | Enge Alpenquai                               | Morges                     | 46°30′39.632″N 6°30′13.651″E  | 2.93      | 17.4                    |
| Svizzera | 1363-056         | Grosse Stadt Kleiner Hafner                  | Morges                     | 46°30′44.503″N 6°30′15.678″E  | 0.64      | 16.56                   |
| Austria  | 1363-057         | Keutschacher See                             | Plescherken                | 46°35′13.276″N 14°09′34.063″E | 0.21      | 132.5                   |
| Austria  | 1363-058         | Abtsdorf I                                   | Nußdorf am Attersee        | 47°53′40.974″N 13°32′01.057″E | 1.1       | 91.43                   |
| Austria  | 1363-059         | Abtsdorf III                                 | Nußdorf am Attersee        | 47°53′35.542″N 13°31′59.333″E | 0.22      | 91.43                   |
| Austria  | 1363-060         | Litzlberg Süd                                | Seewalchen am Attersee     | 47°56′03.649″N 13°33′16.988″E | 0.76      | 65.26                   |
| Austria  | 1363-061         | See                                          | Unterach am Attersee       | 47°48′13.972″N 13°26′57.415″E | 1.22      | 0.97                    |
| Francia  | 1363-062         | Le Grand Lac de Clairvaux                    | Clairvaux-les-Lacs         | 46°34′16.28″N 5°44′58.884″E   | 15.2      | 103.05                  |
| Francia  | 1363-063         | Lac de Chalain, rive occidentale             | Marigny                    | 46°40′19.726″N 5°46′34.835″E  | 50.65     | 96.83                   |
| Francia  | 1363-064         | Lac d'Aiguebelette, zone sud                 | Lépin-le-Lac               | 45°32′36.02″N 5°48′16.852″E   | 0.64      | 42.87                   |
| Francia  | 1363-065         | Baie de Grésine                              | Brison-Saint-Innocent      | 45°44′11.857″N 5°53′08.434″E  | 4.09      | 31.5                    |
| Francia  | 1363-066         | Baie de Châtillon                            | Chindrieux                 | 45°47′51.878″N 5°51′03.366″E  | 0.91      | 7.6                     |
| Francia  | 1363-067         | Hautecombe                                   | Saint-Pierre-de-Curtille   | 45°44′59.23″N 5°50′27.071″E   | 2.03      | 5.7                     |
| Francia  | 1363-068         | Littoral de Tresserve                        | Tresserve                  | 45°41′02.681″N 5°53′34.152″E  | 2.12      | 72.4                    |
| Francia  | 1363-069         | Littoral de Chens-sur-Léman                  | Chens-sur-Léman            | 46°19′16.068″N 6°15′21.416″E  | 0.93      | 92.6                    |
| Francia  | 1363-070         | Les Marais de Saint-Jorioz                   | Saint-Jorioz               | 45°50′06.749″N 6°10′58.289″E  | 0.49      | 4.3                     |
| Francia  | 1363-071         | Le Crêt de Chatillon                         | Sévrier                    | 45°51′37.4″N 6°09′19.796″E    | 1.07      | 8.2                     |
| Francia  | 1363-072         | Secteur des Mongets                          | Sévrier                    | 45°51′11.714″N 6°09′04.644″E  | 0.13      | 63.2                    |
| Germania | 1363-073         | Wangen-Hinterhorn                            | Öhningen                   | 47°39′39.416″N 8°56′20.018″E  | 2.56      | 3.2                     |
| Germania | 1363-074         | Hornstaad-Hörnle                             | Gaienhofen                 | 47°41′40.229″N 9°00′21.301″E  | 13.11     | 72.4                    |
| Germania | 1363-075         | Allensbach-Strandbad                         | Allensbach                 | 47°42′35.132″N 9°04′47.327″E  | 2.65      | 6.6                     |
| Germania | 1363-076         | Wollmatingen-Langenrain                      | Gottlieben                 | 47°40′29.582″N 9°07′13.318″E  | 1.55      | 83.7                    |
| Germania | 1363-077         | Konstanz-Hinterhausen                        | Costanza                   | 47°39′54.788″N 9°11′38.645″E  | 4.15      | 4.12                    |
| Germania | 1363-078         | Litzelstetten-Krähenhorn 32                  | Costanza                   | 47°43′28.823″N 9°10′44.234″E  | 7.51      | 47.92                   |
| Germania | 1363-079         | Bodman-Schachen / Löchle                     | Bodman-Ludwigshafen        | 47°48′52.11″N 9°02′23.111″E   | 5.34      | 14.1                    |
| Germania | 1363-080         | Sipplingen-Osthafen                          | Sipplingen                 | 47°47′35.304″N 9°06′07.29″E   | 4.61      | 6.23                    |
| Germania | 1363-081         | Unteruhldingen-Stollenwiesen                 | Uhldingen-Mühlhofen        | 47°43′15.258″N 9°13′42.179″E  | 4.22      | 4.52                    |
| Germania | 1363-082         | Ödenahlen                                    | Seekirch                   | 48°07′09.163″N 9°38′27.535″E  | 0.97      | 58.02                   |
| Germania | 1363-083         | Grundwiesen                                  | Alleshausen                | 48°06′30.744″N 9°37′35.746″E  | 0.54      | 3.42                    |
| Germania | 1363-084         | Siedlung Forschner                           | Oggelshausen               | 48°03′17.492″N 9°38′25.915″E  | 3.54      | 285.14                  |
| Germania | 1363-085         | Olzreute-Enzisholz                           | Bad Schussenried           | 47°59′54.859″N 9°41′19.262″E  | 1.82      | 20.62                   |
| Germania | 1363-086         | Schreckensee                                 | Wolpertswende              | 47°53′18.56″N 9°34′07.766″E   | 1.06      | 7.05                    |
| Germania | 1363-087         | Ehrenstein                                   | Ulma                       | 48°24′38.707″N 9°55′23.678″E  | 1.33      | 2.42                    |
| Germania | 1363-088         | Pestenacker                                  | Weil                       | 48°08′48.044″N 10°56′52.285″E | 0.57      | 3.66                    |
| Germania | 1363-089         | Unfriedshausen                               | Weil                       | 48°08′32.359″N 10°57′04.277″E | 0.79      | 7.69                    |
| Germania | 1363-090         | Roseninsel                                   | Feldafing                  | 47°56′29.522″N 11°18′33.52″E  | 15.16     | 34.3                    |
| Italia   | 1363-091         | Palù di Livenza – Santissima                 | Caneva, Polcenigo          | 46°01′18.268″N 12°28′52.129″E | 13.48     | 86.72                   |
| Italia   | 1363-092         | Lavagnone                                    | Desenzano del Garda/Lonato | 45°26′11.094″N 10°32′14.683″E | 6.04      | 14.45                   |
| Italia   | 1363-093         | San Sivino, Gabbiano                         | Manerba del Garda          | 45°32′07.944″N 10°33′27.94″E  | 1.85      | 3.46                    |
| Italia   | 1363-094         | Lugana Vecchia                               | Sirmione                   | 45°27′30.121″N 10°38′36.798″E | 2.59      | 11.16                   |
| Italia   | 1363-095         | Lucone di Polpenazze                         | Polpenazze del Garda       | 45°33′03.326″N 10°29′17.189″E | 7.66      | 68.2                    |
| Italia   | 1363-096         | Lagazzi del Vho                              | Piadena                    | 45°06′27.544″N 10°23′34.714″E | 2.77      | 18.46                   |
| Italia   | 1363-097         | Bande - Corte Carpani                        | Cavriana                   | 45°22′16.878″N 10°35′09.611″E | 7.33      | 36.4                    |
| Italia   | 1363-098         | Castellaro Lagusello - Fondo Tacoli          | Monzambano                 | 45°22′09.343″N 10°38′03.131″E | 1.23      | 59.04                   |
| Italia   | 1363-099         | Isolino Virginia-Camilla-Isola di San Biagio | Biandronno                 | 45°48′43.25″N 8°43′05.02″E    | 3.79      | 25.07                   |
| Italia   | 1363-100         | Bodio centrale o delle Monete                | Bodio Lomnago              | 45°47′47.152″N 8°45′20.192″E  | 1.67      | 28.55                   |
| Italia   | 1363-101         | Il Sabbione o settentrionale                 | Cadrezzate con Osmate      | 45°47′58.625″N 8°38′55.644″E  | 1.18      | 9.61                    |
| Italia   | 1363-102         | Lago di Viverone                             | Azeglio, Viverone          | 45°25′05.743″N 8°01′22.44″E   | 5.86      | 852.77                  |
| Italia   | 1363-103         | Mercurago                                    | Arona                      | 45°44′01.709″N 8°33′07.6″E    | 5.16      | 270.06                  |
| Italia   | 1363-104         | Molina di Ledro                              | Ledro                      | 45°52′26.857″N 10°45′54.047″E | 0.78      | 2.31                    |
| Italia   | 1363-105         | Fiavé-Lago Carera                            | Fiavé                      | 45°59′27.51″N 10°49′53.52″E   | 10.7      | 73.92                   |
| Italia   | 1363-106         | Belvedere                                    | Peschiera del Garda        | 45°27′22.705″N 10°39′30.312″E | 2.52      | 12.46                   |
| Italia   | 1363-107         | Frassino                                     | Peschiera del Garda        | 45°26′05.168″N 10°39′47.509″E | 1.48      | 31.19                   |
| Italia   | 1363-108         | Tombola                                      | Cerea                      | 45°10′46.348″N 11°12′40.5″E   | 1.51      | 123.76                  |
| Italia   | 1363-109         | Laghetto della Costa                         | Arquà Petrarca             | 45°16′10.844″N 11°44′32.683″E | 1.56      | 6.52                    |
| Slovenia | 1363-110         | Kolišča na Igu, severna skupina              | Ig                         | 45°58′32.318″N 14°31′46.193″E | 19.2      | 516.65                  |
| Slovenia | 1363-111         | Količa na Igu, južna skupina                 | Ig                         | 45°58′14.221″N 14°32′29.843″E | 26.1      | 516.55                  |

## Galleria d'immagini

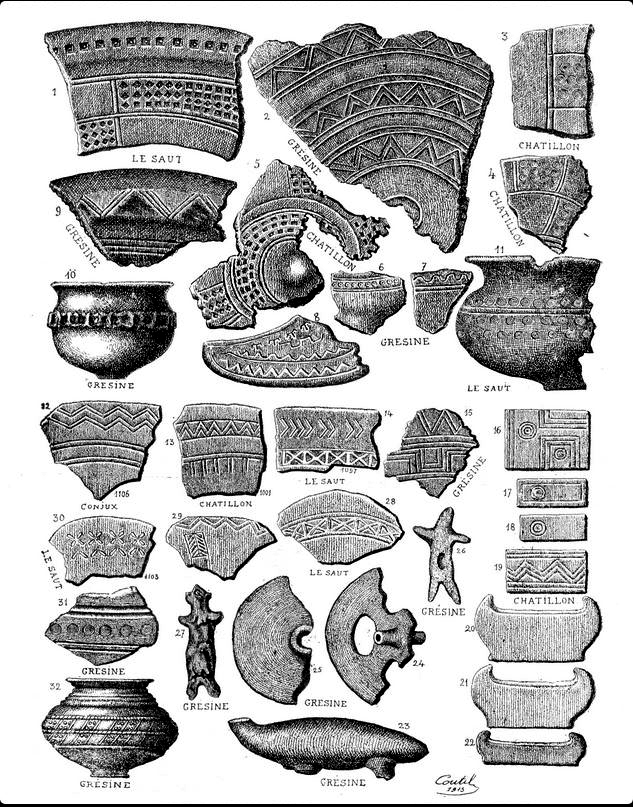
Motivi di ceramica dalle palafitte del Lago Bourget, Savoia, 1915
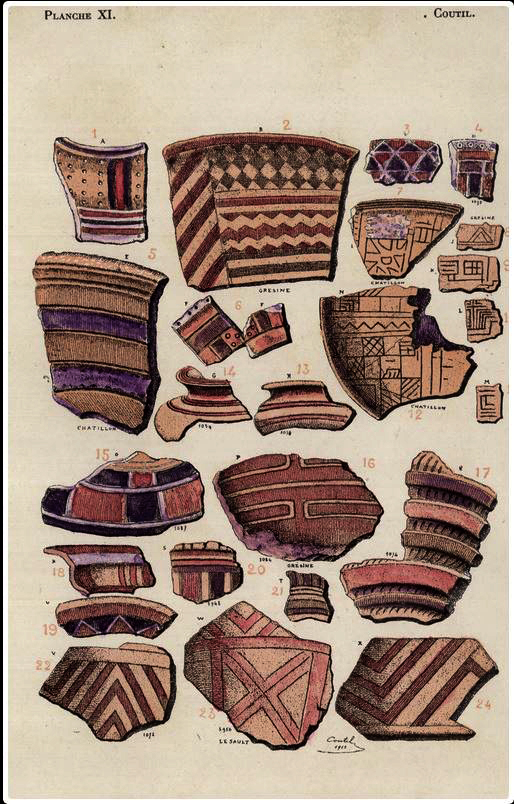
Ceramica delle palafitte del lago Bourget, Savoia, 1915
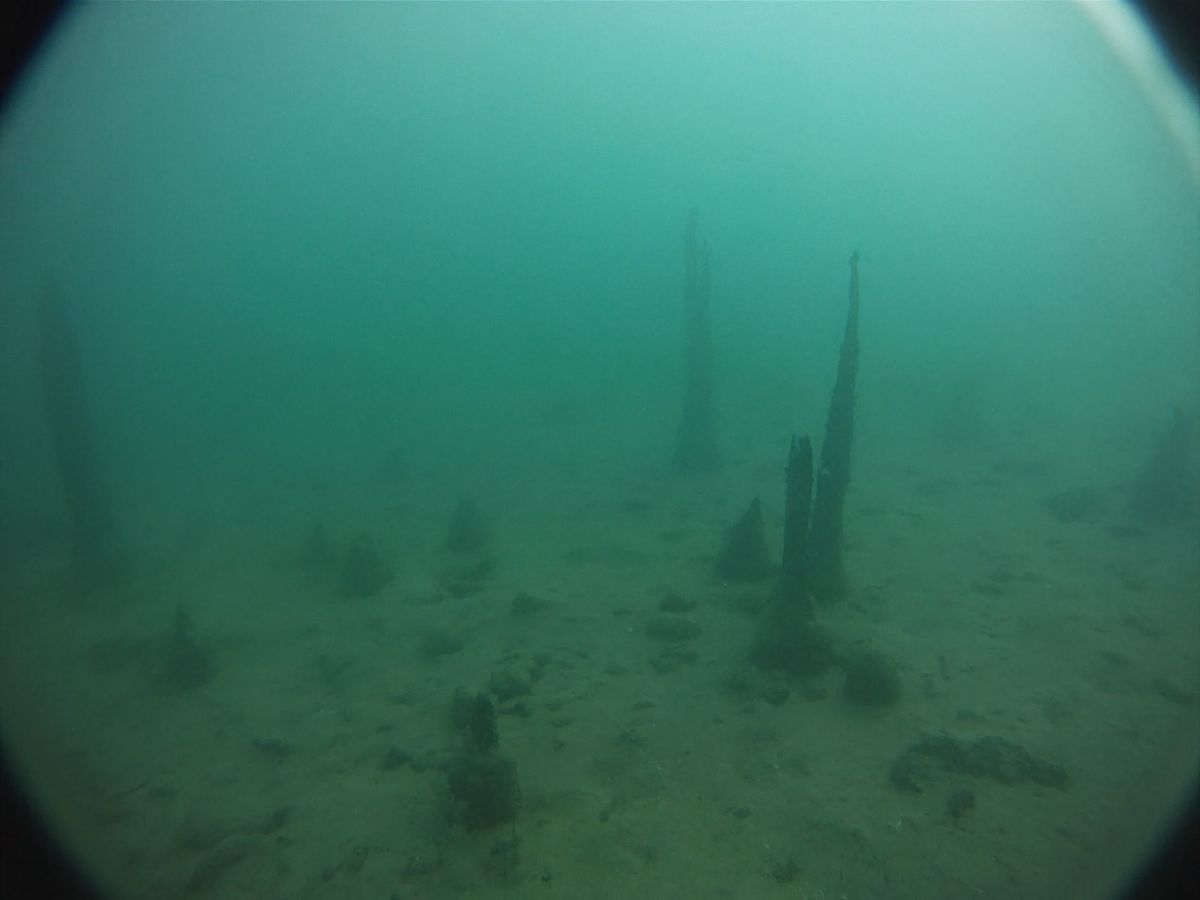
Resti di palafitte subacquee, stazioni di Morges, Svizzera, 2011
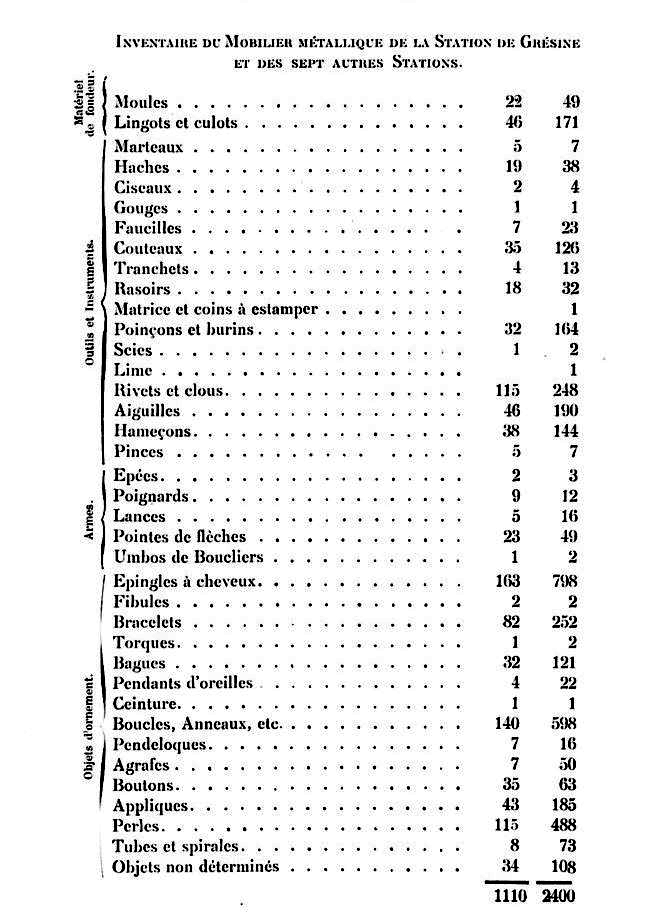
Inventario del materiale metallico dei palazzi del lago Bourget, 1908
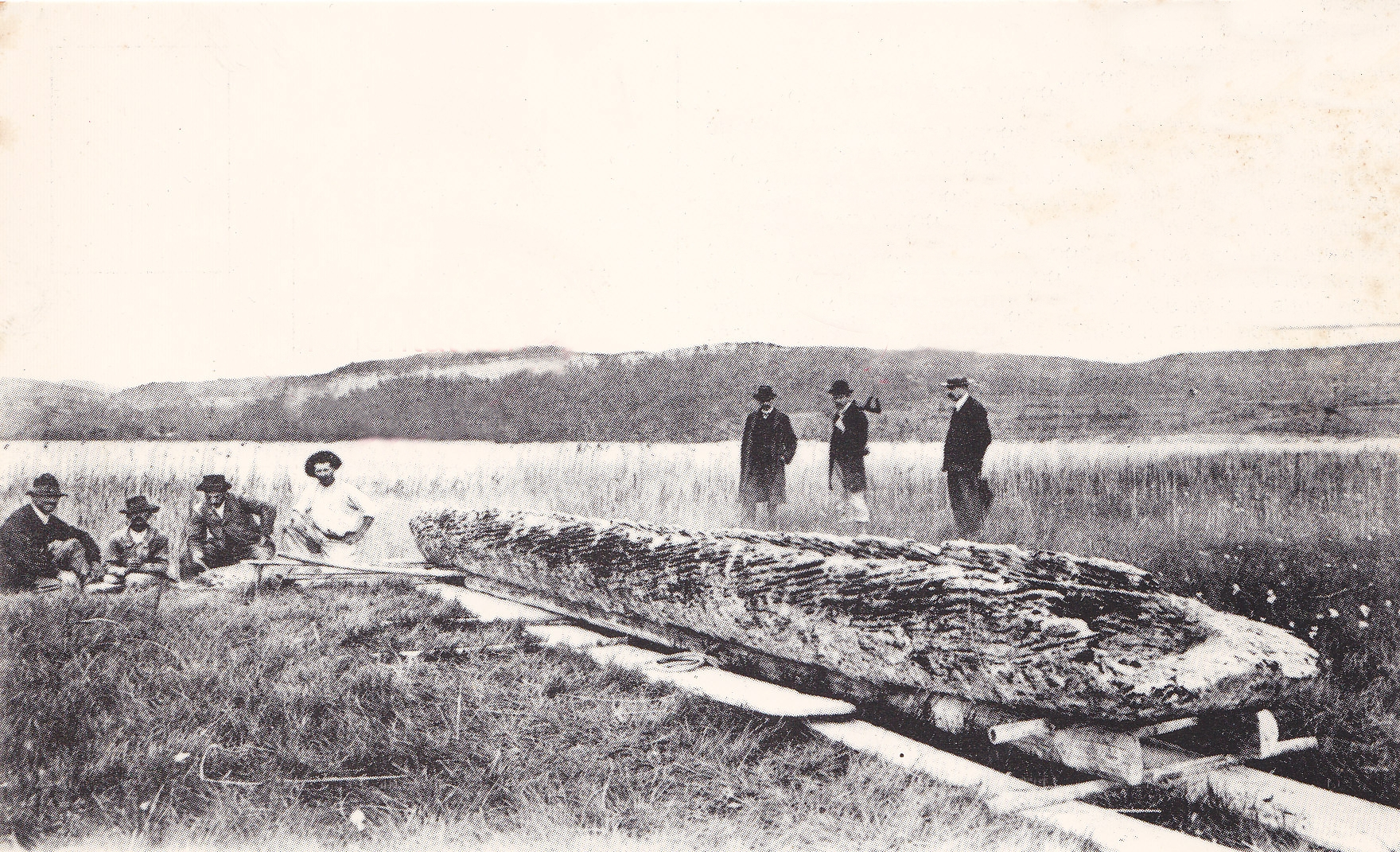
Canoa da Lago Chalain, Giura, 1904